# Marta García-Matos
Marta García-Matos (Madrid, 1973) es una física, divulgadora científica y escritora española.

## Biografía
García-Matos se licenció en Física teórica por la Universidad Autónoma de Madrid en 1998. Continuó sus estudios en Filosofía de la ciencia y del lenguaje en la Universidad de Helsinki, donde inició el doctorado en Lógica matemática. Durante 2002 fue 'visiting scholar' en la Universidad de Boston. En Innsbruck (Austria) completó su tesis y se doctoró por la Universidad de Helsinki en 2005.
Hasta 2009 compaginó su labor investigadora con la docente, impartiendo clases de matemáticas en la Universidad Pompeu Fabra (2005-2008) y en educación secundaria. Trabaja desde 2009 en el equipo de divulgación científica del ICFO-Instituto de Ciencias Fotónicas, a cargo de proyectos que tratan de aproximar el público general a la ciencia mediante un enfoque más humanístico y actualmente (2018) lo hace también en proyectos educacionales en CosmoCaixa. Es autora de una serie de cuentos de ciencia ficción para niños y adultos sobre la física de la luz. En 2015 publicó, junto con Lluis Torner, The wonders of light, una obra que de forma muy visual muestra «los principios que sustentan algunas de las innovaciones tecnológicas más innovadoras, y revela la ciencia detrás de la luz y las formas en que se puede aprovechar y utilizar».